# 読売文学賞
読売文学賞（よみうりぶんがくしょう）は、読売新聞社が制定した文学賞で、1949年に第二次世界大戦後の文芸復興の一助として発足した。小説、戯曲・シナリオ、随筆・紀行（第19回より創設）、評論・伝記、詩歌俳句、研究・翻訳の6部門に分類し、過去1年間に発表された作品を対象とする。
受賞作品は選考委員の合議によって決定される。受賞者には正賞として硯、副賞として200万円が授与される。年度受賞者は翌年の2月1日に発表するため、受賞年度の表記で混乱が生じることがある。

## 受賞作一覧
＊年数は受賞年度を示す。受賞発表はその翌年である。

### 小説賞

#### 第1回から第10回
- 第1回（1949年） - 井伏鱒二 『本日休診』他
- 第2回（1950年） - 宇野浩二 『思ひ川』
- 第3回（1951年） - 大岡昇平 『野火』
- 第4回（1952年） - 阿川弘之 『春の城』
- 第5回（1953年） - 該当なし
- 第6回（1954年） - 佐藤春夫 『晶子曼陀羅』
- 第7回（1955年） - 里見弴 『恋ごころ』 ・ 幸田文 『黒い裾』
- 第8回（1956年） - 三島由紀夫 『金閣寺』 ・ 久保田万太郎 『三の酉』
- 第9回（1957年） - 室生犀星 『杏っ子』 ・ 野上弥生子 『迷路』
- 第10回（1958年） - 該当なし

#### 第11回から第20回
- 第11回（1959年） - 正宗白鳥 『今年の秋』 ・ 中野重治 『梨の花』
- 第12回（1960年） - 外村繁 『澪標』
- 第13回（1961年） - 該当なし
- 第14回（1962年） - 安部公房 『砂の女』
- 第15回（1963年） - 井上靖 『風濤』
- 第16回（1964年） - 上林暁 『白い屋形船』
- 第17回（1965年） - 庄野潤三 『夕べの雲』
- 第18回（1966年） - 丹羽文雄 『一路』
- 第19回（1967年） - 網野菊 『一期一会』
- 第20回（1968年） - 河野多惠子 『不意の声』 ・ 瀧井孝作 『野趣』

#### 第21回から第30回
- 第21回（1969年） - 耕治人 『一條の光』 ・ 小沼丹 『懐中時計』
- 第22回（1970年） - 吉田健一 『瓦礫の中』
- 第23回（1971年） - 該当なし
- 第24回（1972年） - 永井龍男 『コチャバンバ行き』
- 第25回（1973年） - 中里恒子 『歌枕』 ・ 安岡章太郎 『走れトマホーク』
- 第26回（1974年） - 和田芳恵 『接木の台』
- 第27回（1975年） - 吉行淳之介 『鞄の中身』・檀一雄 『火宅の人』、※没後受賞
- 第28回（1976年） - 八木義徳 『風祭』
- 第29回（1977年） - 島尾敏雄 『死の棘』
- 第30回（1978年） - 野口冨士男 『かくてありけり』

#### 第31回から第40回
- 第31回（1979年） - 島村利正 『妙高の秋』
- 第32回（1980年） - 該当なし
- 第33回（1981年） - 井上ひさし 『吉里吉里人』 ・ 司馬遼太郎 『ひとびとの跫音』
- 第34回（1982年） - 大江健三郎 『「雨の木」を聴く女たち』
- 第35回（1983年） - 該当なし
- 第36回（1984年） - 吉村昭 『破獄』
- 第37回（1985年） - 高橋たか子 『怒りの子』 ・ 田久保英夫 『海図』
- 第38回（1986年） - 津島佑子 『夜の光に追われて』
- 第39回（1987年） - 澁澤龍彦 『高丘親王航海記』、※没後受賞
- 第40回（1988年） - 色川武大 『狂人日記』

#### 第41回から第50回
- 第41回（1989年） - 高井有一 『夜の蟻』 ・ 古井由吉 『仮往生伝試文』
- 第42回（1990年） - 森内俊雄 『氷河が来るまでに』
- 第43回（1991年） - 坂上弘 『優しい碇泊地』 ・ 青野聰 『母よ』
- 第44回（1992年） - 中薗英助 『北京飯店旧館にて』
- 第45回（1993年） - 該当なし
- 第46回（1994年） - 石井桃子 『幻の朱い実』 ・ 黒井千次 『カーテンコール』
- 第47回（1995年） - 日野啓三 『光』 ・ 村上春樹 『ねじまき鳥クロニクル』
- 第48回（1996年） - 該当なし
- 第49回（1997年） - 村上龍 『イン ザ・ミソスープ』 ・ 小島信夫 『うるわしき日々』
- 第50回（1998年） - 小川国夫 『ハシッシ・ギャング』 ・ 辻原登 『翔べ麒麟』

#### 第51回から第60回
- 第51回（1999年） - 筒井康隆 『わたしのグランパ』 ・ 三木卓 『裸足と貝殻』
- 第52回（2000年） - 伊井直行 『濁った激流にかかる橋』 ・ 山田詠美 『A2Z』
- 第53回（2001年） - 荻野アンナ 『ホラ吹きアンリの冒険』
- 第54回（2002年） - 水村美苗 『本格小説』
- 第55回（2003年） - 小川洋子 『博士の愛した数式』
- 第56回（2004年） - 松浦寿輝 『半島』
- 第57回（2005年） - 堀江敏幸 『河岸忘日抄』・宮内勝典 『焼身』
- 第58回（2006年） - 該当なし
- 第59回（2007年） - 松浦理英子 『犬身』
- 第60回（2008年） - 黒川創 『かもめの日』

#### 第61回から第70回
- 第61回（2009年） - 高村薫 『太陽を曳く馬』
- 第62回（2010年） - 桐野夏生 『ナニカアル』
- 第63回（2011年） - 該当なし
- 第64回（2012年） - 多和田葉子 『雲をつかむ話』・松家仁之 『火山のふもとで』
- 第65回（2013年） - 村田喜代子 『ゆうじょこう』
- 第66回（2014年） - 川上弘美 『水声』・星野智幸 『夜は終わらない』
- 第67回（2015年） - 古川日出男 『女たち三百人の裏切りの書』
- 第68回（2016年） - リービ英雄 『模範郷』
- 第69回（2017年） - 東山彰良 『僕が殺した人と僕を殺した人』
- 第70回（2018年） - 平野啓一郎 『ある男』

#### 第71回から第80回
- 第71回（2019年） - 島田雅彦 『君が異端だった頃』
- 第72回（2020年） - 該当なし
- 第73回（2021年） - 川本直『ジュリアン・バトラーの真実の生涯』
- 第74回（2022年） - 佐藤亜紀『喜べ、幸いなる魂よ』
- 第75回（2023年） - 川上未映子『黄色い家』
- 第76回（2024年） - 円城塔『コード・ブッダ』

### 戯曲・シナリオ賞
※第45回までは戯曲賞

#### 第1回から第10回
- 第1回（1949年） - 該当なし
- 第2回（1950年） - 該当なし
- 第3回（1951年） - 三好十郎 『炎の人』他
- 第4回（1952年） - 福田恆存 『龍を撫でた男』
- 第5回（1953年） - 該当なし
- 第6回（1954年） - 田中千禾夫 『教育』を含む諸作品
- 第7回（1955年） - 該当なし
- 第8回（1956年） - 該当なし
- 第9回（1957年） - 該当なし
- 第10回（1958年）- 該当なし

#### 第11回から第20回
- 第11回（1959年） - 該当なし
- 第12回（1960年） - 該当なし
- 第13回（1961年） - 三島由紀夫 『十日の菊』
- 第14回（1962年） - 該当なし
- 第15回（1963年） - 該当なし
- 第16回（1964年） - 中村光夫 『汽笛一聲』
- 第17回（1965年） - 北条秀司 『北条秀司戯曲選集』
- 第18回（1966年） - 該当なし
- 第19回（1967年） - 飯沢匡 『五人のモヨノ』
- 第20回（1968年） - 該当なし

#### 第21回から第30回
- 第21回（1969年） - 該当なし
- 第22回（1970年） - 該当なし
- 第23回（1971年） - 該当なし
- 第24回（1972年） - 矢代静一 『写楽考』
- 第25回（1973年） - 該当なし
- 第26回（1974年） - 安部公房 『緑色のストッキング』
- 第27回（1975年） - 秋元松代 『七人みさき』
- 第28回（1976年） - 該当なし
- 第29回（1977年） - 該当なし
- 第30回（1978年） - 木下順二 『子午線の祀り』

#### 第31回から第40回
- 第31回（1979年） - 井上ひさし 『しみじみ日本・乃木大将』 『小林一茶』
- 第32回（1980年） - 該当なし
- 第33回（1981年） - 該当なし
- 第34回（1982年） - 該当なし
- 第35回（1983年） - 清水邦夫 『エレジー』
- 第36回（1984年） - 山崎正和 『オイディプス昇天』
- 第37回（1985年） - 該当なし
- 第38回（1986年） - 該当なし
- 第39回（1987年） - 別役実 『諸国を遍歴する二人の騎士の物語』
- 第40回（1988年） - 該当なし

#### 第41回から第50回
- 第41回（1989年） - 該当なし
- 第42回（1990年） - つかこうへい 『飛龍伝'90 殺戮の秋』
- 第43回（1991年） - 該当なし
- 第44回（1992年） - 堤春恵 『仮名手本ハムレット』
- 第45回（1993年） - 該当なし
- 第46回（1994年） - 福田善之 『私の下町―母の写真』
- 第47回（1995年） - 竹内銃一郎 『月ノ光』
- 第48回（1996年） - 該当なし
- 第49回（1997年） - 岩松了 『テレビ・デイズ』 ・ マキノノゾミ 『東京原子核クラブ』
- 第50回（1998年） - 松田正隆 『夏の砂の上』

#### 第51回から第60回
- 第51回（1999年） - 該当なし
- 第52回（2000年） - 永井愛 『萩家の三姉妹』
- 第53回（2001年） - 宮藤官九郎 『GO』（原作：金城一紀）
- 第54回（2002年） - 坂手洋二 『屋根裏』
- 第55回（2003年） - 唐十郎 『泥人魚』
- 第56回（2004年） - 該当なし
- 第57回（2005年） - 菱田信也 『パウダア―おしろい―』
- 第58回（2006年） - 西川美和 『ゆれる』 ・ 野田秀樹 『ロープ』
- 第59回（2007年） - 三谷幸喜 『コンフィダント・絆』
- 第60回（2008年） - 小山薫堂 『おくりびと』

#### 第61回から第70回
- 第61回（2009年） - 鴻上尚史『グローブ・ジャングル「虚構の劇団」旗揚げ3部作』
- 第62回（2010年） - 該当なし
- 第63回（2011年） - 前川知大『太陽』
- 第64回（2012年） - ヤン・ヨンヒ『かぞくのくに』
- 第65回（2013年） - 該当なし
- 第66回（2014年） - 該当なし
- 第67回（2015年） - 荒井晴彦『この国の空』
- 第68回（2016年） - ケラリーノ・サンドロヴィッチ『キネマと恋人』
- 第69回（2017年） - 該当なし
- 第70回（2018年） - 桑原裕子『荒れ野』

#### 第71回から第80回
- 第71回（2019年） - 松尾スズキ 『命、ギガ長ス』
- 第72回（2020年） - 岡田利規 『未練の幽霊と怪物　挫波／敦賀』
- 第73回（2021年） - 該当なし
- 第74回（2022年） - 山内ケンジ『温暖化の秋―hot autumn―』
- 第75回（2023年） - 坂元裕二『怪物』
- 第76回（2024年） - 受賞作なし

### 随筆・紀行賞
※第19回より創設

#### 第19回から第30回
- 第19回（1967年） - 團伊玖磨 「正・続『パイプのけむり』」
- 第20回（1968年） - 永井龍男 『わが切抜帖より』
- 第21回（1969年） - 該当なし
- 第22回（1970年） - 里見弴 『五代の民』
- 第23回（1971年） - 花森安治 『一銭五厘の旅』 ・ 井伏鱒二 『早稲田の森』
- 第24回（1972年） - 白洲正子 『かくれ里』
- 第25回（1973年） - 石川桂郎 『俳人風狂列伝』
- 第26回（1974年） - 該当なし
- 第27回（1975年） - 野口冨士男 『わが荷風』
- 第28回（1976年） - 該当なし
- 第29回（1977年） - 瓜生卓造 『檜原村紀聞』
- 第30回（1978年） - 清岡卓行 『藝術的な握手』

#### 第31回から第40回
- 第31回（1979年） - 武田百合子 『犬が星見た ロシア旅行』
- 第32回（1980年） - 田中澄江 『花の百名山』
- 第33回（1981年） - 奥本大三郎 『虫の宇宙誌』
- 第34回（1982年） - 黒田末寿 『ピグミーチンパンジー』 ・ 本多秋五 『古い記憶の井戸』
- 第35回（1983年） - 該当なし
- 第36回（1984年） - 木下順二 『ぜんぶ馬の話』
- 第37回（1985年） - 佐多稲子 『月の宴』
- 第38回（1986年） - 宮本徳蔵 『力士漂泊』 ・ 司馬遼太郎 『ロシアについて』
- 第39回（1987年） - 近藤啓太郎 『奥村土牛』 ・ 杉本秀太郎 『徒然草』
- 第40回（1988年） - 陳舜臣 『茶事遍路』

#### 第41回から第50回
- 第41回（1989年） - 高田宏 『木に会う』
- 第42回（1990年） - 該当なし
- 第43回（1991年） - 金関寿夫 『現代芸術のエポック・エロイク』
- 第44回（1992年） - 池澤夏樹 『母なる自然のおっぱい』
- 第45回（1993年） - 該当なし
- 第46回（1994年） - 米原万里 『不実な美女か貞淑な醜女か』
- 第47回（1995年） - 安岡章太郎 『果てもない道中記』
- 第48回（1996年） - 伊藤信吉 『監獄裏の詩人たち』
- 第49回（1997年） - 河盛好蔵 『藤村のパリ』
- 第50回（1998年） - 該当なし

#### 第51回から第60回
- 第51回（1999年） - 関容子 『芸づくし忠臣蔵』
- 第52回（2000年） - 高島俊男 『漱石の夏やすみ』
- 第53回（2001年） - 阿川弘之 『食味風々録』
- 第54回（2002年） - 佐々木幹郎 『アジア海道紀行』
- 第55回（2003年） - 若島正 『乱視読者の英米短篇講義』
- 第56回（2004年） - 該当なし
- 第57回（2005年） - 河島英昭 『イタリア・ユダヤ人の風景』
- 第58回（2006年） - 宮坂静生 『語りかける季語 ゆるやかな日本』
- 第59回（2007年） - 川村湊 『牛頭天王と蘇民将来伝説』
- 第60回（2008年） - 白石かずこ 『詩の風景・詩人の肖像』

#### 第61回から第70回
- 第61回（2009年） - 堀江敏幸 『正弦曲線』
- 第62回（2010年） - 管啓次郎 『斜線の旅』・ 梨木香歩 『渡りの足跡』
- 第63回（2011年） - 星野博美 『コンニャク屋漂流記』
- 第64回（2012年） - 該当なし
- 第65回（2013年） - 旦敬介 『旅立つ理由』・ 栩木伸明 『アイルランドモノ語り』
- 第66回（2014年） - 山崎佳代子 『ベオグラード日誌』
- 第67回（2015年） - 別所真紀子 『江戸おんな歳時記』
- 第68回（2016年） - 今福龍太 『ヘンリー・ソロー　野生の学舎』
- 第69回（2017年） - 保苅瑞穂 『モンテーニュの書斎　『エセー』を読む』
- 第70回（2018年） - 西成彦 『外地巡礼　『越境的』日本語文学論』

#### 第71回から第80回
- 第71回（2019年） - 津野海太郎 『最後の読書』
- 第72回（2020年） - 中村哲郎 『評話集　勘三郎の死』
- 第73回（2021年） - 小澤實 『芭蕉の風景　上下』・平松洋子 『父のビスコ』
- 第74回（2022年） - 沢木耕太郎『天路の旅人』
- 第75回（2023年） - 西加奈子『くもをさがす』
- 第76回（2024年） - 奈倉有里『文化の脱走兵』

### 評論・伝記賞
※第8回までは文芸評論賞

#### 第1回から第10回
- 第1回（1949年） - 青野季吉 『現代文学論』
- 第2回（1950年） - 亀井勝一郎 前年度の諸作品
- 第3回（1951年） - 中村光夫 前年度の諸作品
- 第4回（1952年） - 小林秀雄 『ゴッホの手紙』
- 第5回（1953年） - 河上徹太郎 『私の詩と真実』
- 第6回（1954年） - 高橋義孝 『森鴎外』
- 第7回（1955年） - 山本健吉 『古典と現代文学』 ・ 唐木順三 『中世の文学』
- 第8回（1956年） - 吉田健一 『シェイクスピア』
- 第9回（1957年） - 安倍能成 『岩波茂雄伝』
- 第10回（1958年）- 中村光夫 『二葉亭四迷伝』 ・ 千谷道雄 『秀十郎夜話』

#### 第11回から第20回
- 第11回（1959年） - 長與善郎 『わが心の遍歴』
- 第12回（1960年） - 福田恆存 『私の国語教室』と前年度の諸作品 ・ 青柳瑞穂 『ささやかな日本発掘』
- 第13回（1961年） - 竹山道雄 『ヨーロッパの旅』等の海外紀行文
- 第14回（1962年） - 山本健吉 『柿本人麻呂』 ・ 安東次男 『澱河歌の周辺』
- 第15回（1963年） - 福原麟太郎 『チャールズ・ラム傳』
- 第16回（1964年） - 深田久弥 『日本百名山』
- 第17回（1965年） - 柳田泉 『明治初期の文学思想』
- 第18回（1966年） - 後藤亮 『正宗白鳥』
- 第19回（1967年） - 富士川英郎 『江戸後期の詩人たち』
- 第20回（1968年） - 塩谷賛 『幸田露伴』

#### 第21回から第30回
- 第21回（1969年） - 草野心平 『わが光太郎』 ・ 田中美知太郎 『人生論風に』
- 第22回（1970年） - 該当なし
- 第23回（1971年） - 大岡信 『紀貫之』
- 第24回（1972年） - 山崎正和 『鴎外 闘う家長』
- 第25回（1973年） - 丸谷才一 『後鳥羽院』
- 第26回（1974年） - 池田健太郎 『プーシキン伝』
- 第27回（1975年） - 該当なし
- 第28回（1976年） - 伊藤信吉 『萩原朔太郎』 ・ 河野多恵子 『谷崎文学と肯定の欲望』
- 第29回（1977年） - 蓮實重彦 『反＝日本語論』
- 第30回（1978年） - 遠藤周作 『キリストの誕生』

#### 第31回から第40回
- 第31回（1979年） - 佐伯彰一 『物語芸術論 谷崎・芥川・三島』
- 第32回（1980年） - 河竹登志夫 『作者の家 黙阿弥以後の人びと』 ・ 石川淳 『江戸文學掌記』
- 第33回（1981年） - 高橋英夫 『志賀直哉 近代と神話』
- 第34回（1982年） - 該当なし
- 第35回（1983年） - 磯田光一 『鹿鳴館の系譜 近代日本文芸史誌』 ・ 川村二郎 『内田百閒論』
- 第36回（1984年） - ドナルド・キーン 『百代の過客 日記にみる日本人』（金関寿夫訳） ・ 上田三四二 『この世この生 西行・良寛・明恵・道元』
- 第37回（1985年） - 該当なし
- 第38回（1986年） - 江川卓 『謎とき「罪と罰」』
- 第39回（1987年） - 望月洋子 『ヘボンの生涯と日本語』
- 第40回（1988年） - 大岡昇平 『小説家夏目漱石』、※没後受賞

#### 第41回から第50回
- 第41回（1989年） - 中村真一郎 『蠣崎波響の生涯』 ・ 山本夏彦 『無想庵物語』
- 第42回（1990年） - 大庭みな子 『津田梅子』
- 第43回（1991年） - 中村稔 『束の間の幻影 銅版画家駒井哲郎の生涯』
- 第44回（1992年） - 吉田秀和 『マネの肖像』 ・ 中沢新一 『森のバロック』
- 第45回（1993年） - 富岡多恵子 『中勘助の恋』 ・ 張競 『恋の中国文明史』
- 第46回（1994年） - 該当なし
- 第47回（1995年） - 三浦雅士 『身体の零度』
- 第48回（1996年） - 川本三郎 『荷風と東京』 ・ 松山巖 『群衆』
- 第49回（1997年） - 渡辺保 『黙阿弥の明治維新』
- 第50回（1998年） - 田辺聖子 『道頓堀の雨に別れて以来なり』

#### 第51回から第60回
- 第51回（1999年） - 鹿島茂 『パリ風俗』
- 第52回（2000年） - 該当なし
- 第53回（2001年） - 該当なし
- 第54回（2002年） - 野口武彦 『幕末気分』
- 第55回（2003年） - 沼野充義 『ユートピア文学論』
- 第56回（2004年） - 前田速夫 『余多歩き 菊池山哉の人と学問』
- 第57回（2005年） - 筒井清忠 『西條八十』
- 第58回（2006年） - 嵐山光三郎 『悪党芭蕉』
- 第59回（2007年） - 大笹吉雄 『女優二代 鈴木光枝と佐々木愛』
- 第60回（2008年） - 岡田温司 『フロイトのイタリア』

#### 第61回から第70回
- 第61回（2009年） - 湯川豊 『須賀敦子を読む』
- 第62回（2010年） - 黒岩比佐子 『パンとペン 社会主義者・堺利彦と「売文社」の闘い』、※没後受賞
- 第63回（2011年） - 鷲田清一 『『ぐずぐず』の理由』
- 第64回（2012年） - 池内紀 『恩地孝四郎　一つの伝記』
- 第65回（2013年） - 小笠原豊樹 『マヤコフスキー事件』
- 第66回（2014年） - 富士川義之 『ある文人学者の肖像　評伝・富士川英郎』
- 第67回（2015年） - 宮田毬栄 『忘れられた詩人の伝記　父・大木惇夫の軌跡』
- 第68回（2016年） - 梯久美子 『狂うひと　『死の棘』の妻・島尾ミホ』
- 第69回（2017年） - 米本浩二 『評伝 石牟礼道子　渚に立つひと』
- 第70回（2018年） - 渡辺京二 『バテレンの世紀』

#### 第71回から第80回
- 第71回（2019年） - 礒崎純一 『龍彦親王航海記　澁澤龍彦伝』
- 第72回（2020年） - 井上隆史 『暴流の人　三島由紀夫』 ・ 坪井秀人 『二十世紀日本語詩を思い出す』
- 第73回（2021年） - 山本一生 『百間、まだ死なざるや』
- 第74回（2022年） - 尾崎真理子『大江健三郎の『義』』
- 第75回（2023年） - 澤田直『フェルナンド・ペソア伝 異名者たちの迷路』
- 第76回（2024年） - 阿部賢一『翻訳とパラテクスト』

### 詩歌俳句賞
※第3回までは詩歌賞

#### 第1回から第10回
- 第1回（1949年） - 斎藤茂吉 『ともしび』 ・ 草野心平 『蛙の詩』
- 第2回（1950年） - 高村光太郎 『典型』 ・ 會津八一 『會津八一全歌集』
- 第3回（1951年） - 佐藤佐太郎 『帰潮』
- 第4回（1952年） - 佐藤春夫 『佐藤春夫全詩集』
- 第5回（1953年） - 松本たかし 『石魂』 ・ 金子光晴 『人間の悲劇』
- 第6回（1954年） - 石田波郷 『石田波郷全句集』
- 第7回（1955年） - 該当なし
- 第8回（1956年） - 西脇順三郎 『第三の神話』
- 第9回（1957年） - 五島美代子 『新輯母の歌集』 ・ 生方たつゑ 『白い風の中で』
- 第10回（1958年）- 吉野秀雄 『吉野秀雄歌集』 ・ 堀口大學 『夕の虹』

#### 第11回から第20回
- 第11回（1959年） - 村野四郎 『亡羊記』
- 第12回（1960年） - 小沢碧童 『碧童句集』、※没後受賞
- 第13回（1961年） - 宮柊二 『多く夜の歌』
- 第14回（1962年） - 三好達治 『三好達治全詩集』
- 第15回（1963年） - 浅野晃 『寒色』
- 第16回（1964年） - 蔵原伸二郎 『岩魚』
- 第17回（1965年） - 那珂太郎 『音楽』 ・ 柴生田稔 『入野』
- 第18回（1966年） - 木下夕爾 『定本木下夕爾詩集』
- 第19回（1967年） - 土屋文明 『青南集』 『続青南集』
- 第20回（1968年） - 入沢康夫 『わが出雲・わが鎮魂』 ・ 飯田龍太 『忘音』

#### 第21回から第30回
- 第21回（1969年） - 山本太郎 『覇王紀』
- 第22回（1970年） - 緒方昇 『魚佛詩集』 ・ 初井しづ枝 『冬至梅』 ・ 野澤節子 『鳳蝶』
- 第23回（1971年） - 吉野弘 『感傷旅行』 ・ 坪野哲久 『碧巖』
- 第24回（1972年） - 岡崎清一郎 『春鶯囀』 ・ 玉城徹 『樛木』
- 第25回（1973年） - 該当なし
- 第26回（1974年） - 小野十三郎 『拒絶の木』
- 第27回（1975年） - 吉田正俊 『流るる雲』 ・ 角川源義 『西行の日』
- 第28回（1976年） - 中村稔 『羽虫の飛ぶ風景』
- 第29回（1977年） - 会田綱雄 『遺言』 ・ 森澄雄 『鯉素』
- 第30回（1978年） - 田谷鋭 『母戀』

#### 第31回から第40回
- 第31回（1979年） - 竹中郁 『ポルカ マズルカ』
- 第32回（1980年） - 葛原繁 『玄 三部作歌集』
- 第33回（1981年） - 天野忠 『私有地』
- 第34回（1982年） - 山崎榮治 『山崎榮治詩集』 ・ 谷川俊太郎 『日々の地図』
- 第35回（1983年） - 角川春樹 『流され王』
- 第36回（1984年） - 田村隆一 『奴隷の歓び』
- 第37回（1985年） - 斎藤史 『渉りかゆかむ』
- 第38回（1986年） - 該当なし
- 第39回（1987年） - 岡野弘彦 『天の鶴群』 ・ 高橋睦郎 『稽古飲食』
- 第40回（1988年） - 北村太郎 『港の人』

#### 第41回から第50回
- 第41回（1989年） - 清岡卓行 『ふしぎな鏡の店』
- 第42回（1990年） - 川崎展宏 『夏』
- 第43回（1991年） - 渋沢孝輔 『啼鳥四季』
- 第44回（1992年） - 真鍋呉夫 『雪女』
- 第45回（1993年） - 馬場あき子 『阿古父』 ・ 平出隆 『左手日記例言』
- 第46回（1994年） - 鈴木真砂女 『都鳥』
- 第47回（1995年） - 伊藤一彦 『海号の歌』
- 第48回（1996年） - 高橋順子 『時の雨』 ・ 白石かずこ 『現れるものたちをして』
- 第49回（1997年） - 前登志夫 『青童子』
- 第50回（1998年） - 永田和宏 『饗庭』

#### 第51回から第60回
- 第51回（1999年） - 荒川洋治 『空中の茱萸』
- 第52回（2000年） - 多田智満子 『長い川のある國』
- 第53回（2001年） - 天沢退二郎 『幽明偶輪歌』
- 第54回（2002年） - 長谷川櫂 『虚空』
- 第55回（2003年） - 栗木京子 『夏のうしろ』
- 第56回（2004年） - 飯島耕一 『アメリカ』 ・ 岡井隆 『馴鹿時代今か来向かふ』
- 第57回（2005年） - 小澤實 『瞬間』
- 第58回（2006年） - 辻井喬 『鷲がいて』
- 第59回（2007年） - 岡部桂一郎 『竹叢』
- 第60回（2008年） - 時田則雄 『ポロシリ』

#### 第61回から第70回
- 第61回（2009年） - 河野道代 『花・蒸気・隔たり』
- 第62回（2010年） - 大木あまり 『星涼』
- 第63回（2011年） - 粒来哲蔵 『蛾を吐く』・佐佐木幸綱 『ムーンウォーク』
- 第64回（2012年） - 和田悟朗 『風車』
- 第65回（2013年） - 高野ムツオ 『萬の翅』
- 第66回（2014年） - 高野公彦 『流木』
- 第67回（2015年） - 小池光 『思川の岸辺』
- 第68回（2016年） - ジェフリー・アングルス 『わたしの日付変更線』
- 第69回（2017年） - 山口昭男 『木簡』
- 第70回（2018年） - 時里二郎 『名井島』

#### 第71回から第80回
- 第71回（2019年） - 川野里子 『歓待』
- 第72回（2020年） - 池田澄子 『此処』
- 第73回（2021年） - 須永紀子 『時の錘り。』
- 第74回（2022年） - 藤井貞和『よく聞きなさい、すぐにここを出るのです。』
- 第75回（2023年） - 正木ゆう子『玉響』
- 第76回（2024年） - 黒木三千代『草の譜』

### 研究・翻訳賞
※第1,2,3,5,6回は文学研究賞、第4,7,8回は文学研究・翻訳賞

#### 第1回から第10回
- 第1回（1949年） - 日夏耿之介 『改訂増補 明治大正詩史』
- 第2回（1950年） - 和辻哲郎 『鎖国』
- 第3回（1951年） - 鈴木信太郎 『ステファヌ・マラルメ詩集考』
- 第4回（1952年） - 米川正夫 『ドストエーフスキイ全集』の個人完訳
- 第5回（1953年） - 佐藤輝夫 『ヴィヨン詩研究』
- 第6回（1954年） - 深瀬基寛 『エリオット』
- 第7回（1955年） - 昇曙夢 『ロシヤ・ソヴエト文学史』
- 第8回（1956年） - 河野与一 『プルターク英雄伝訳』（辞退）
- 第9回（1957年） - 高橋健二 『ヘッセ研究』と作品訳業 ・ 東郷豊治 『良寛全集』の訳註
- 第10回（1958年）- 呉茂一 ホメーロス『イーリアス』の原典訳

#### 第11回から第20回
- 第11回（1959年） - 渡辺一夫、佐藤正彰、岡部正孝 『千一夜物語』の完訳
- 第12回（1960年） - 福原麟太郎 『トマス・グレイ研究抄』
- 第13回（1961年） - 土居光知 『古代伝説と文学』 ・ 河盛好蔵 『フランス文壇史』
- 第14回（1962年） - 星川清孝 『楚辞の研究』
- 第15回（1963年） - 中西進 『万葉集の比較文学的研究』 ・ 白洲正子 『能面』
- 第16回（1964年） - 渡辺一夫 「ラブレー『ガルガンチュワとパンタグリュエル物語』の訳」
- 第17回（1965年） - 中西悟堂 『定本野鳥記』
- 第18回（1966年） - 朱牟田夏雄 「スターン『紳士トリストラム・シャンディの生涯と意見』訳」 ・ 松本克平 『日本新劇史』
- 第19回（1967年） - 福田恆存 「『シェイクスピア全集』の訳」
- 第20回（1968年） - 該当なし

#### 第21回から第30回
- 第21回（1969年） - 小堀桂一郎 『若き日の森鷗外』
- 第22回（1970年） - 手塚富雄 「ゲーテ『ファウスト』訳」
- 第23回（1971年） - 森銑三 『森銑三著作集』
- 第24回（1972年） - 山本健吉 『最新俳句歳時記』
- 第25回（1973年） - 鈴木力衛 「『モリエール全集』訳」
- 第26回（1974年） - 尾形仂 『蕪村自筆句帳』 ・ 佐藤正彰 『ボードレール雑話』
- 第27回（1975年） - 該当なし
- 第28回（1976年） - 秋庭太郎 『永井荷風傳』 ・ 寿岳文章 「ダンテ『神曲』訳」
- 第29回（1977年） - 白井浩司 『アルベール・カミュ その光と影』
- 第30回（1978年） - 瀬沼茂樹 『日本文壇史』（全6巻）

#### 第31回から第40回
- 第31回（1979年） - 小竹武夫 「『漢書』の全訳」
- 第32回（1980年） - 中村幸彦 『此ほとり 一夜四歌仙評釈』 ・ 柳田聖山 『一休「狂雲集」の世界』
- 第33回（1981年） - 柴生田稔 『斎藤茂吉伝』 『続斎藤茂吉伝』
- 第34回（1982年） - 稲垣達郎 『稲垣達郎學藝文集』（全3巻）
- 第35回（1983年） - 野間光辰 『刪補 西鶴年譜考證』 ・ 井筒俊彦 『意識と本質』
- 第36回（1984年） - 該当なし
- 第37回（1985年） - 菅野昭正 『ステファヌ・マラルメ』 ・ 松平千秋 「クセノポン『アナバシス』訳」
- 第38回（1986年） - 渡辺保 『娘道成寺』
- 第39回（1987年） - 該当なし
- 第40回（1988年） - 中井久夫 「『カヴァフィス全詩集』訳」

#### 第41回から第50回
- 第41回（1989年） - 該当なし
- 第42回（1990年） - 茨木のり子「『韓国現代詩選』訳」・平川祐弘 「マンゾーニ『いいなづけ』訳」
- 第43回（1991年） - 森亮 『森亮訳詩集 晩国仙果』（古典中国・アラビア・近代イギリス）
- 第44回（1992年） - 該当なし
- 第45回（1993年） - 小川和夫 「バイロン『ドンジュアン』訳」 、 大野晋 『係り結びの研究』
- 第46回（1994年） - 沢崎順之助 「W・C・ウィリアムズ『パターソン』訳」
- 第47回（1995年） - 該当なし
- 第48回（1996年） - 篠田勝英 「ギヨーム・ド・ロリス／ジャン・ド・マン『薔薇物語』訳」
- 第49回（1997年） - 該当なし
- 第50回（1998年） - 揖斐高 『江戸詩歌論』 、 工藤幸雄 「『ブルーノ・シュルツ全集』訳」

#### 第51回から第60回
- 第51回（1999年） - 該当なし
- 第52回（2000年） - 岩佐美代子 『光厳院御集全釈』
- 第53回（2001年） - 清水徹 『書物について』 ・ 鈴木道彦 「プルースト『失われた時を求めて』の全訳」
- 第54回（2002年） - 高松雄一 『イギリス近代詩法』
- 第55回（2003年） - 谷沢永一 『文豪たちの大喧嘩』
- 第56回（2004年） - 該当なし
- 第57回（2005年） - 該当なし
- 第58回（2006年） - 渡辺守章 「ロラン・バルト『ラシーヌ論』訳注」
- 第59回（2007年） - 押川典昭 「プラムディヤ・アナンタ・トゥール『人間の大地』四部作、（「プラムディヤ選集2～7」）」
- 第60回（2008年） - 細川周平『遠きにありてつくるもの』

#### 第61回から第70回
- 第61回（2009年） - 丸谷才一 『ジェイムズ・ジョイス「若い藝術家の肖像」訳注（改訳）』
- 第62回（2010年） - 野崎歓 『異邦の香り―ネルヴァル「東方紀行」論』
- 第63回（2011年） - 該当なし
- 第64回（2012年） - 亀山郁夫 『謎とき『悪霊』』・宮下志朗 「ラブレー『ガルガンチュアとパンタグリュエル』訳」
- 第65回（2013年） - 中務哲郎 「『ヘシオドス　全作品』訳」
- 第66回（2014年） - 井波陵一 「曹雪芹『新訳 紅楼夢』訳」
- 第67回（2015年） - 沓掛良彦 「『黄金の竪琴　沓掛良彦訳詩選』訳」
- 第68回（2016年） - 塩川徹也 「パスカル『パンセ』訳注」
- 第69回（2017年） - 関口時正 「ボレスワフ・プルス『人形』訳」
- 第70回（2018年） - 古井戸秀夫 「評伝鶴屋南北」全2巻

#### 第71回から第80回
- 第71回（2019年） - 千葉文夫 『ミシェル・レリスの肖像』
- 第72回（2020年） - 角田光代 「『源氏物語』訳」
- 第73回（2021年） - くぼたのぞみ 『J・M・クッツェーと真実』
- 第74回（2022年） - 鷲見洋一『編集者ディドロ　仲間と歩く『百科全書』の森』
- 第75回（2023年） - 鈴木晶『ニジンスキー 踊る神と呼ばれた男』
- 第76回（2024年） - 斎藤真理子 「ハン・ガン『別れを告げない』訳」

## 選考委員（委員・顧問）
＊年数は対象年度ではなく、受賞発表年。
- 1950-52年 豊島与志雄、辰野隆、宇野浩二、折口信夫、久保田万太郎、正宗白鳥、小林秀雄、小宮豊隆、青野季吉、広津和郎、佐藤春夫
- 1953-56年（選考委員）丹羽文雄、高見順、海音寺潮五郎、永井龍男、中村光夫、亀井勝一郎、福田恆存、中野好夫、草野心平、真船豊、佐藤佐太郎、近藤芳美、山本健吉、河盛好蔵、宮柊二、林房雄（委員）青野、豊島、宇野、広津、佐藤、小林、折口、久保田、正宗、辰野、岩田豊雄、吉川英治、大佛次郎、室生犀星、小宮
- 1954年 折口死去
- 1956年 豊島死去、広津が抜ける
- 1957年 真船が抜ける
- 1960年 「委員」に里見弴加わる
- 1963年 「委員」に水原秋桜子、川端康成、川田順、井伏鱒二、堀口大學、奥野信太郎が入り、犀星、小宮、青野が抜ける
- 1965-69年 「委員」なくなり、井伏、岩田、大佛、亀井、奥野、川田、河盛、草野、小林、里見、中村、永井、丹羽、林、福原、堀口、水原、山本、宮
- 1970-72年 大佛、河盛、草野、小林、里見、中村、永井、丹羽、林、福原、堀口、水原、宮、山本
- 1973年 大佛、河盛、草野、小林、田中千禾夫、中村、永井、丹羽、林、福原、堀口、水原、宮、山本
- 1974年 大佛死去
- 1975-81年 井上靖、河盛、草野、小林、田中、中村、永井、丹羽、林、宮、山本
- 1982年 安部公房、井上、遠藤周作、大岡信、河盛、草野、佐伯彰一、田中、中村、永井、丹羽、丸谷才一、宮、山本
- 1983年 永井が抜ける
- 1984年 井上、河盛が抜ける
- 1985‐86年 安部、井上ひさし、遠藤、大岡、河野多恵子、佐伯、田中、丹羽、丸谷、山本〈顧問）草野、宮
- 1987年〈顧問〉草野、中村光夫
- 1988年 安部、井上、遠藤、大岡、川村二郎、河野、佐伯、丹羽、丸谷、山本、吉行淳之介〈顧問〉草野、田中千禾夫、中村
- 1989年 安部、井上、遠藤、大江健三郎、大岡、川村、河野、佐伯、丹羽、丸谷、吉行〈顧問〉田中
- 1990-92年 安部、井上、遠藤、大江、大岡、川村、菅野昭正、河野、佐伯、丸谷、吉行
- 1993年、安部死去
- 1995-96年 井上、大江、大岡、岡野弘彦、川村、菅野、河野、佐伯、丸谷、山崎正和
- 1997-2001年 井上、大江、大岡、岡野、川村、菅野、河野、佐伯、富岡多恵子、日野啓三、丸谷、山崎
- 2002-03年 井上、大岡、岡野、川村、川本三郎、菅野、河野、津島佑子、富岡、日野、丸谷、山崎
- 2003年 日野死去
- 2005年 池澤夏樹、井上、大岡、岡野、川村、川本、菅野、津島、富岡、丸谷、山崎
- 2006-07年 池澤、井上、大岡、岡野、川村、川本、菅野、津島、富岡、沼野充義、山崎
- 2008年 池澤、井上、岡野、川村、川本、菅野、津島、富岡、沼野、平出隆、山崎
- 2009-10年 池澤、伊藤一彦、井上、荻野アンナ、川本、菅野、津島、富岡、沼野、平出、松浦寿輝、山崎
- 2011年-2012年 池澤、伊藤、小川洋子、荻野、川本、菅野、津島、沼野、野田秀樹、松浦、山崎
- 2013年 池澤、伊藤、小川、荻野、川本、菅野、高橋睦郎、沼野、野田、松浦、山崎
- 2014年-2015年 池澤、伊藤、小川、荻野、川本、高橋、辻原登、沼野、野田、松浦、山崎
- 2016年 池澤夏樹、伊藤一彦、小川洋子、荻野アンナ、川上弘美、川村湊、高橋睦郎、辻原登、沼野充義、野田秀樹、松浦寿輝
- 2017年-2018年　池澤夏樹、伊藤一彦、小川洋子、荻野アンナ、川上弘美、川村湊、高橋睦郎、辻原登、沼野充義、野田秀樹、松浦寿輝、渡辺保
- 2019年-2020年　池澤夏樹、荻野アンナ、川上弘美、川村湊、高橋睦郎、辻原登、沼野充義、野田秀樹、松浦寿輝、渡辺保
- 2021年　荻野アンナ、川上弘美、川村湊、高橋睦郎、辻原登、沼野充義、野田秀樹、松浦寿輝、若島正、渡辺保
- 2022年　池澤夏樹、岩松了、荻野アンナ、川上弘美、川村湊、高橋睦郎、辻原登、松浦寿輝、若島正、渡辺保
- 2023年　岩松了、荻野アンナ、川上弘美、川村湊、高橋睦郎、辻原登、沼野充義、松浦寿輝、若島正、渡辺保
- 2024年　岩松了、荻野アンナ、川上弘美、川村湊、栗木京子、管啓次郎、高橋睦郎、沼野充義、松浦寿輝、若島正